# Eiffel 65 (album)
Eiffel 65 è il terzo album realizzato dal gruppo eurodance torinese Eiffel 65.
In questo disco la dance occupa una posizione marginale a vantaggio di brani più lenti che tendono ad un pop contaminato da un'elettronica in questo caso però poco presente o comunque celata. Ciò che distingue il disco dagli album precedenti è inoltre l'uso esclusivo della lingua italiana nei testi salvo poche eccezioni. L'album ha ricevuto il disco di platino in Italia.
Nel 2004 è stata realizzata una versione di Eiffel 65 cantato completamente in inglese inizialmente destinata al mercato estero. Il disco invece verrà pubblicato solamente in Italia, probabilmente perché giudicato non adatto al mercato straniero. Oltre alle tracce già presenti nella prima edizione dell'album, sarà presente un brano completamente strumentale, Living in my city, composto nel 2003 su commissione della fondazione Atrium nell'ambito di un progetto per la riqualificazione di alcune aree di Torino in vista dei Giochi olimpici invernali del 2006, che si sono svolti nel capoluogo piemontese.
Oltre ai cinque ufficiali, anche un'altra canzone è divenuta un singolo, seppure in versione remixata rispetto a quella dell'album: Figli di Pitagora (feat. Little Tony).

## Tracce
1. Viaggia insieme a me
2. Quelli che non hanno età
3. Una notte e forse mai più
4. Tu credi
5. Voglia di Dance All Night
6. La mia lente
7. Non è per sempre
8. Like a Rolling Stone
9. Figli di Pitagora
10. Sopra un palco per tutto il mondo
11. Oggi
12. Cosa resterà (in a song)
13. Io e la mia stanza

CD bonus dell'edizione speciale
1. Voglia di dance All Night (2004 Remix)
2. Follow Me
3. Just One Night and maybe Goodbye
4. Time is not Our Cage
5. You Believe
6. Going to Dance All Night
7. The Filter
8. Like a Rolling Stone (English Version)
9. On a Stage All Across the World
10. Today
11. The World Inside my Bedroom
12. Tu credi (The Complete Opera By La Premiata Ditta Molinaro and Lobina)
13. Viaggia insieme a me (Roberto Molinaro Radio Concept)
14. Una notte e forse mai più (Roberto Molinaro Radio Concept)
15. Living in My City (Theme from the Turin Winter Olympic Games 2006)